# Användningsfall
Ett användningsfall inom programvaruutveckling är ett sätt att inhämta krav på ett nytt system eller ändring på befintlig programvara. Varje användningsfall innehåller ett eller flera scenarier som beskriver hur systemet ska interagera med sin omvärld (slutanvändaren eller annat system) för att uppfylla ett specifikt affärsmål.
Användningsfall innehåller inte tekniska beskrivningar utan mer beskrivningar från slutanvändaren. Användningsfall skrivs oftast av affärsspecialister eller slutanvändare. Att låta slutanvändare skriva användningsfall är att upprepa problemen med klassisk kravspecning. Tanken med användningsfall är att låta konstruktörer skriva användningsfallen och användarna granska användningsfallen. Granskningscyklerna när konstruktörerna presenterar rättade versioner av användningsfallen - det är då de egentliga kraven kommer att uppdagas.